# 安宁街道 (南宁市)
安宁街道，是中华人民共和国广西壮族自治区南宁市西乡塘区下辖的一个乡镇级行政单位。

## 行政区划
安宁街道下辖以下地区：
林科院社区、恒安社区、北湖村、西津村、永宁村、连畴村、皂角村和路西村。